# Nomina Anatomica
La Nomina Anatomica és la nomenclatura sobre termes anatòmics que va ser redactada pel International Anatomical Nomenclature Committee, grup format en el 5è Congrés Internacional d'Anatomistes, reunit a Oxford el 1950. Aquesta nomenclatura va ser ratificada en posteriors congressos (París, 1955; Nova York, 1960; Wiesbaden, 1965). També se la denomina amb la seva forma abreujada, NA.

## Història
A finals del segle xix hi havia una certa confusió entre els anatomistes de tot el món pel que fa a la terminologia anatòmica, ja que existien uns 50.000 termes per descriure les diverses parts de cos i sovint les mateixes estructures eren denominades de manera diferent. Aquestes diferents maneres de fer servir els noms depenien, entre altres coses, de l'escola i el país on s'havia format cada anatomista. Les traduccions de les paraules llatines i gregues a la llengua de cada parlant, així com l'ús de diversos termes epònims, no facilitaven un marc adequat per a una comunicació eficaç a nivell internacional.

## Primeres propostes (BNA, BR, JNA)
El primer intent de posar ordre va ser la Basle Nomina Anatomica (BNA) de 1887 que pretenia ser un nou sistema internacional de terminologia anatòmica. El sistema s'aprovà finalment el 1895, en el 9è Congrés de l'Anatomische Gesellschaft celebrat a Basel (Suïssa), ciutat que en aquell temps s'escrivia "Basle". El BNA va aconseguir reduir el nombre de termes anatòmics passant dels 50.000 existents a 5.528 termes acceptats.
El BNA va ser adoptat pels anatomistes de molts països, entre els quals hi havia els d'Espanya i els Estats Units, però no va ser acceptada per tothom. Els francesos preferien continuar amb la seva pròpia tradició i, el 1933, els britànics també se separarien de la BNA, adoptant una nova proposta coneguda com la Birmingham Revision (BR). Una mica després, l'any 1935, l'Anatomische Gesellschaft també realitzava una altra revisió, la Jena Nomina Anatomica (JNA).
Malgrat tot, el BNA i les seves diverses revisions (BR, JNA) serien l'estàndard terminològic internacional fins a l'any 1955.

## La Nomina Anatomica (NA)
La International Federation of Associations of Anatomists (IFAA) és l'associació internacional que representa un gran nombre de societats anatòmiques de tot el món. El seu primer congrés (First Federative International Congress of Anatomy) es realitzà a Ginebra l'any 1903.
En el 5è Congrés (Oxford, 1950) la IFAA va constituir un comitè, el International Anatomical Nomenclature Committee (IANC), amb la finalitat de treballar en una nova terminologia anatòmica que fos l'estàndard. La revisió de l'IANC de la nomenclatura de Basel (BNA) s'aprovava finalment el 1955, en el marc del 6è Congrés celebrat a París. Se l'anomenà el Parisiensia Nomina Anatomica (PNA) però més tard es va simplificar el nom i així es coneix com la Nomina Anatomica (NA).
La primera edició de la Nomina Anatomica es publicava l'any 1956. Contenia 5.640 termes, dels quals 4.286 reproduïen els que ja hi havia a la BNA.
La IANC va continuar treballant en la terminologia anatòmica durant prop de trenta anys. Les revisions de la Nomina Anatomica s'aprovaren successivament en posteriors congressos: el 7è a Nova York (1960), el 8è a Wiesbaden (1965), el 9è a Leningrad (1970), el 10è a Tòquio (1975) i l'11è a Ciutat de Mèxic (1980). Darrere cada congrés apareixia publicada una nova edició: la segona el 1961, la tercera edició el 1966, la quarta edició el 1977 i la cinquena i última edició el 1983.
En la 12à Conferència celebrada a Londres (1985), sorgí la disputa sobre la independència editorial de la IANC. La IANC no creia que el seu treball hagués d'estar subjecte a l'aprovació per part de les associacions de membres de la IFAA. Això porta a una ruptura i en el 13è Congrés (Rio de Janeiro, 1989), la IFAA creà un nou comitè, el Federative Committee on Anatomical Terminology (FCAT) que es faria càrrec de revisar pel seu compte la terminologia anatòmica internacional.
El resultat seria la publicació, l'any 1998 d'una terminologia anatòmica nova, actualitzada, simplificada i uniforme, l'anomenada Terminologia Anatomica (TA).